# Клавдия Марцелла Младшая
Клавдия Марцелла Младшая (лат. Claudia Marcella Minor) (40 до н. э., Рим — не ранее 10 до н. э.) — дочь Октавии Младшей, племянница Августа.

## Биография

### Происхождение
Клавдия Марцелла родилась в семье консула 50 до н. э. Гая Клавдия Марцелла Младшего, происходившего из плебейской ветви Марцеллов древнего рода Клавдиев, восходящего к Марку Клавдию Марцеллу, завоевателю Сиракуз во время второй Пунической войны, и его жены, Октавии Младшей, родной сестры Октавиана.
В 54 до н. э. Цезарь чуть было не расстроил этот брак, намереваясь предложить Октавию Помпею, однако Помпей отаказался и семья была сохранена.
Клавдия Марцелла родилась уже после смерти своего отца в конце 40 года до н. э.

### Первый брак
Около 25 до н. э. Клавдия Марцелла вышла замуж за Гая Клавдия Пульхра, сына Аппия Клавдия Пульхра из патрицианского рода Клавдиев Пульхров, консула 12 до н. э., который в 13 или 14 до н. э. был усыновлен в род Валериев Мессал и получил имя Марк Валерий Мессала Барбат Аппиан.
До усыновления, ок. 15 до н. э., у пары родилась девочка — Клавдия Пульхра, позднее ставшая третьей женой Публия Квинтилия Вара. Незадолго до смерти Марка Валерия Мессала, скончавшегося в год своего консульства, у Клавдии Марцеллы родился сын — Марк Валерий Мессала Барбат, отец Мессалины, супруги императора Клавдия.

### Второй брак
После смерти первого мужа Клавдия Марцелла выходит замуж за Павла Эмилия Лепида, консула-суффекта 34 до н. э. и цензора 22 до н. э. и ок. 10 до н. э. рожает сына — Павла Эмилия Регилла.
Дальнейшая судьба Клавдии Марцеллы неизвестна.